# Ullrich Libor
Ullrich "Ulli" Libor (27 de março de 1940) é um velejador alemão, medalhista olímpico. Ele competiu nos Jogos Olímpicos de Verão de 1968 na classe Flying Dutchman e conquistou a medalha de prata, ao lado de Peter Naumann. Quatro anos depois, nos Jogos Olímpicos de Verão de 1972, os dois conseguiram o bronze nesta mesma classe. Libor é membro da North German Regatta Association e do Alster Pirate Club desde 1954.
Por seus sucessos esportivos, ele foi premiado com a Silver Laurel Leaf em 27 de novembro de 1968.